# Las Cumbres
Las Cumbres è un comune (corregimiento) della Repubblica di Panama situato nel distretto di Panama, provincia di Panama. Si estende su una superficie di 27,8 km² e conta una popolazione di 32.867 abitanti (censimento 2010).